# Konstantin Sidienko (siatkarz)
Konstantin Anatoljewicz Sidienko (ur. 2 stycznia 1974 w Magnitogorsku) – rosyjski siatkarz, grający na pozycji libero, reprezentant kraju.

## Sukcesy zawodnicze

### klubowe
Mistrzostwo Rosji:
- 1996, 2007
- 2014
- 1997, 1998, 2005, 2009

Puchar Rosji:
- 2011

Liga Mistrzów:
- 2013

### reprezentacyjne
Mistrzostwa Świata Kadetów:
- 1991

Mistrzostwa Europy Juniorów:
- 1992

## Sukcesy trenerskie

### reprezentacyjne
Letnia Uniwersjada:
- 2017